# Ciborro
Ciborro é uma freguesia portuguesa do município de Montemor-o-Novo, com 55,49 km² de área e 591 habitantes (censo de 2021). A sua densidade populacional é 10,7 hab./km².
É atravessada pela Estrada Nacional 2.
A freguesia foi criada pela Lei nº 52/84, de 31 de dezembro, com lugares desanexados da freguesia de Nossa Senhora do Bispo.

## Demografia
A população registada nos censos foi:
| Distribuição da População por Grupos Etários | Distribuição da População por Grupos Etários | Distribuição da População por Grupos Etários | Distribuição da População por Grupos Etários | Distribuição da População por Grupos Etários |
| -------------------------------------------- | -------------------------------------------- | -------------------------------------------- | -------------------------------------------- | -------------------------------------------- |
| Ano                                          | 0-14 Anos                                    | 15-24 Anos                                   | 25-64 Anos                                   | > 65 Anos                                    |
| 2001                                         | 92                                           | 90                                           | 390                                          | 269                                          |
| 2011                                         | 61                                           | 54                                           | 332                                          | 267                                          |
| 2021                                         | 54                                           | 44                                           | 262                                          | 231                                          |

## Localidades
- Casa Fernandes Iria
- Ciborro
- Monte da Abrunheira
- Monte da Ponte
- Monte das Oliveiras
- Quinta da Herdade de Carvalhoso
- Quinta das Fazendas de São João
- Quinta dos Foros da Ponta